# Clube Recreativo e Sportivo Carioba
Clube Recreativo e Sportivo Carioba foi uma equipe brasileira de futebol da cidade de Americana, interior do estado de São Paulo, fundada em 9 de julho de 1914.
A equipe recebeu esse nome devido a Fábrica de Tecidos Carioba S.A., indústria têxtil que se instalara na cidade anos antes, trazendo desenvolvimento para a região.
Disputou apenas por dois anos uma competição de futebol profissional, o Campeonato Paulista da Terceira Divisão de 1968 e 1969.

## Estatísticas

### Participações
| Competição                  | Temporadas | Melhor campanha | Estreia | Última | A | R |
| Campeonato Paulista Série B | 2          | Sem dados       | 1968    | 1969   |   |   |